# Hallonbergen (metropolitana di Stoccolma)
Hallonbergen è una stazione della metropolitana di Stoccolma.

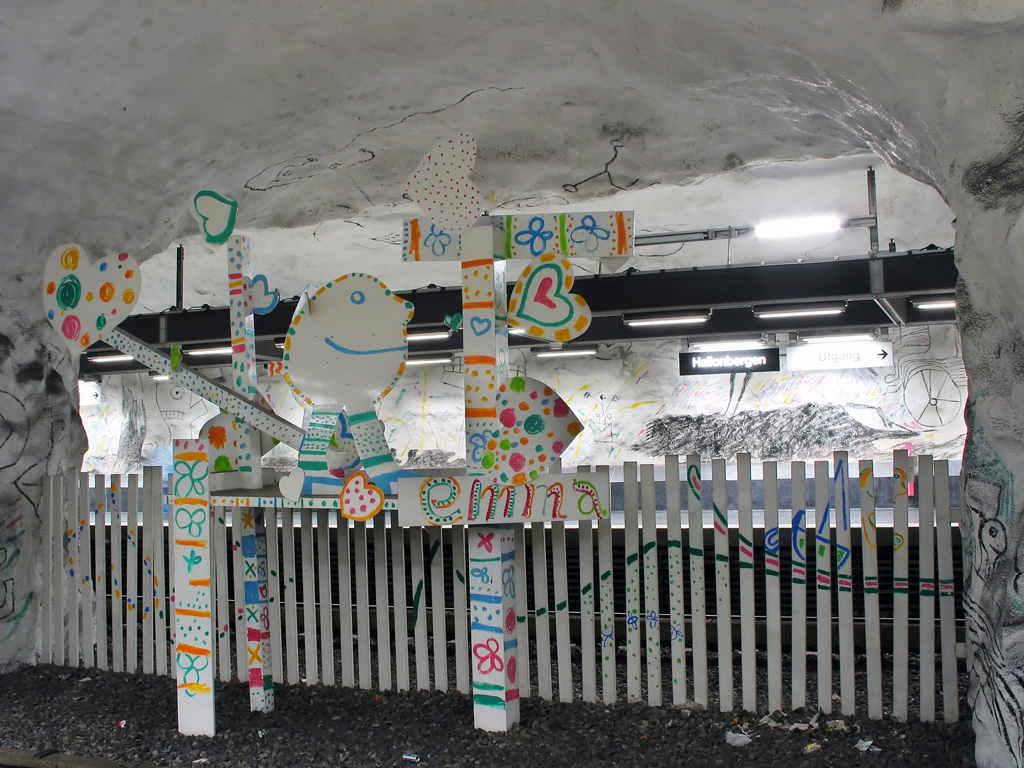
L'interno della stazione.

Situata presso l'omonimo quartiere, a sua volta incluso all'interno del comune di Sundbyberg, la fermata è posizionata sul percorso della linea blu T11 della rete metroviaria locale tra le stazioni Näckrosen e Kista. Tra Hallonbergen e Kista giace tuttavia la stazione fantasma di Kymlinge, i cui lavori di costruzione iniziarono ma non furono terminati.
La sua apertura ufficiale ebbe luogo il 31 agosto 1975 in concomitanza con l'inaugurazione di molte altre stazioni posizionate sul percorso della linea T10, che fino al 1985 transitava da qui.
Hallonbergen dispone di una piattaforma sotterranea, collocata a 28 metri di profondità al di sotto dell'Hallonbergens centrum, centro commerciale presso cui è anche posizionata la biglietteria. È stata progettata dagli architetti Michael Granit e Per H. Reimers, mentre gli interni presentano contributi artistici degli artisti Elis Eriksson e Gösta Wallmark.
L'utilizzo medio quotidiano durante un normale giorno feriale è pari a 4.400 persone circa.

## Tempi di percorrenza
| Linea | Capolinea       | Tempo  | Stazione                               | Tempo               |
| T11   | Akalla          | 8 min  | Västra skogen Fridhemsplan T-Centralen | 6 min 10 min 13 min |
| T11   | Kungsträdgården | 15 min | Västra skogen Fridhemsplan T-Centralen | 6 min 10 min 13 min |